# Johannes en Paulus

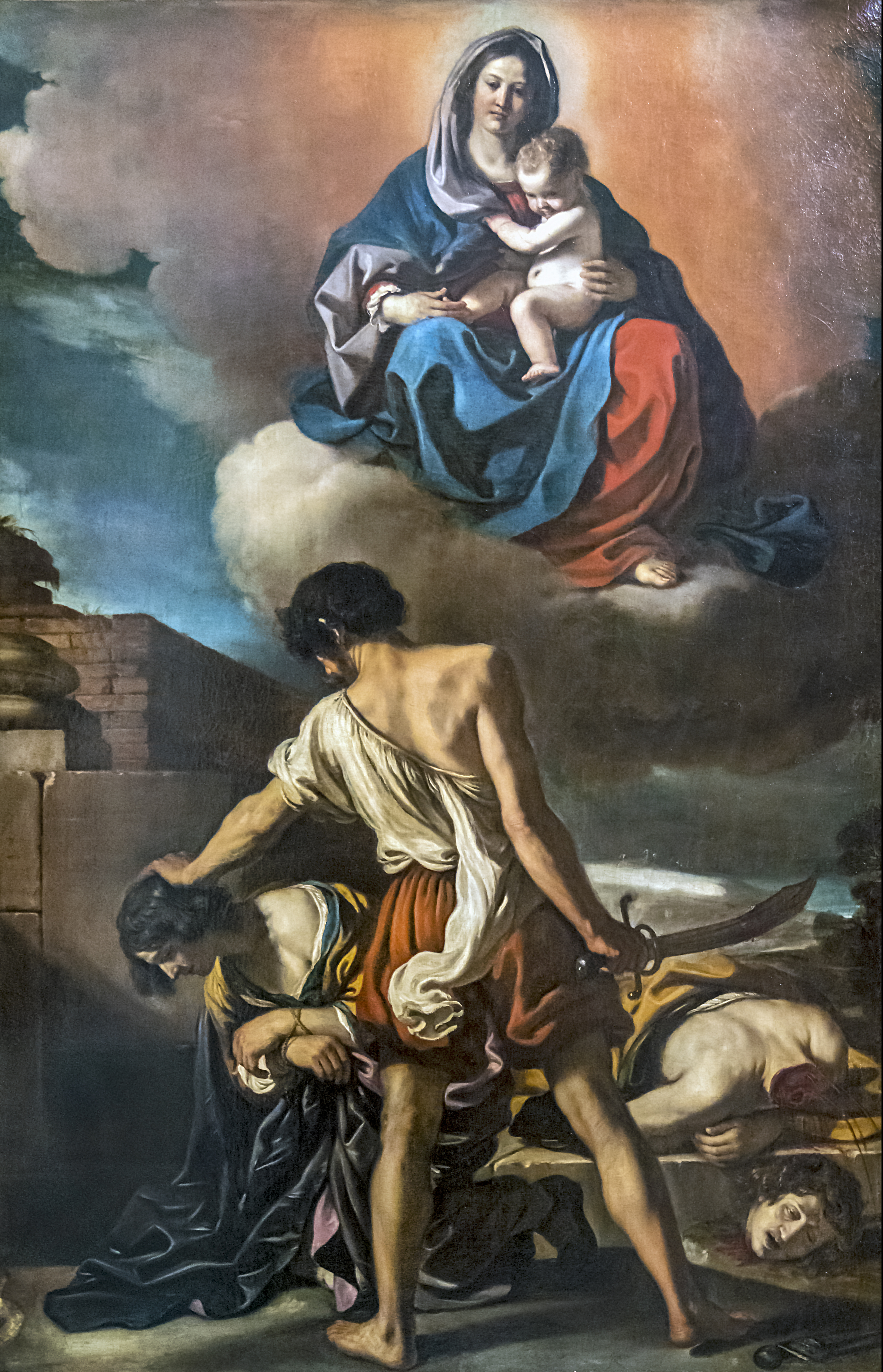
De martelgang van Johannes en Paulus, van Guercino.

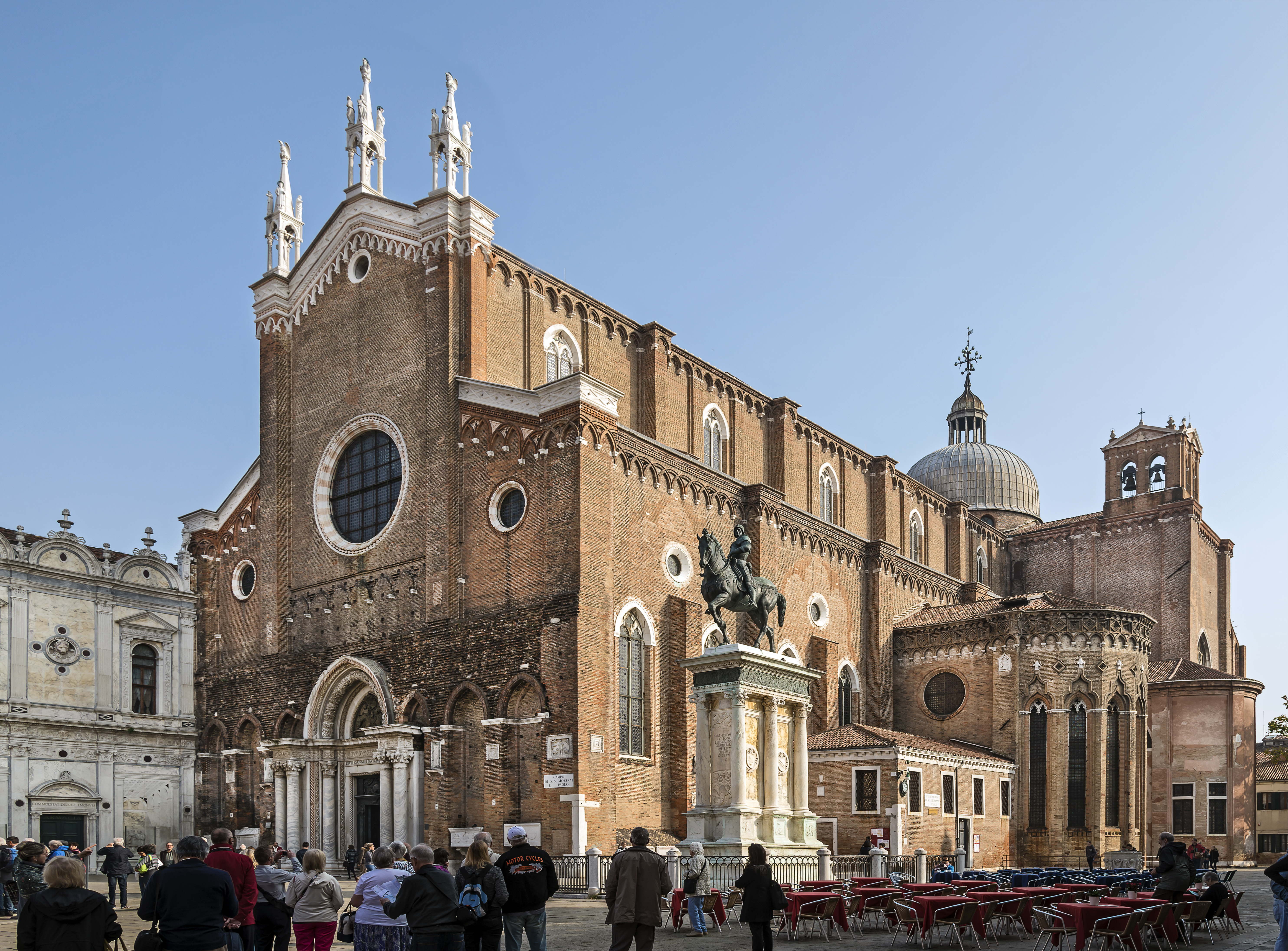
Venetiaanse San Zanipolo

Johannes en Paulus waren twee Romeinse martelaren uit rond 362 n.Chr. die werden gedood onder Julianus de Afvallige. Zij zijn heiligen van de Katholieke Kerk en worden als duo vereerd. Hun feestdag is op 26 juni. Op de plaats van hun woonhuis werd op last van senator Pammachius een kerk gebouwd, die vandaag de dag nog bestaat: de Santi Giovanni e Paolo.
Volgens de legende - waarvoor geen historische bronnen bestaan - zouden de beide mannen hovelingen van Constantius II zijn geweest. Op bevel van Julianus werden ze door een zekere Terentianus onthoofd.
Naast de Romeinse basiliek is ook de Venetiaanse San Zanipolo (Zanipolo is Venetiaans voor Giovanni-Paolo) aan hen gewijd.